# Hans Dasch
Hans Dasch war ein deutscher Radrennfahrer und nationaler Meister im Radsport.

## Sportliche Laufbahn
Dasch war Bahnradsportler und Mitglied der deutschen Nationalmannschaft. 1931 siegte er in der nationalen Meisterschaft im Sprint der Amateure vor Wilhelm Frach. 1932 verteidigte er den Titel erneut vor Frach. 1930 war er Vize-Meister. Auch in der Mannschaftsverfolgung kam er 1930 bei den nationalen Meisterschaften im Bahnradsport auf den zweiten Platz. Er startete für den Verein BRC Argo Berlin.
1933 fuhr er eine Saison als Berufsfahrer, blieb aber ohne Erfolg.

## Berufliches
Nach dem Zweiten Weltkrieg war Dasch als Trainer im Radsport tätig.